# Горшковозов Олександр Олегович
Олекса́ндр Оле́гович Горшково́зов (нар. 18 липня 1991, Луганськ, Україна) — український стрибун у воду. Призер чемпіонатів Європи та світу. Багаторазовий чемпіон України, володар Кубків України. Заслужений майстер спорту України зі стрибків у воду.
Представляє Центральний спортивний клуб Збройних сил України. Сержант служби за контрактом.

## Біографія
Народився в м. Луганську. Коли Олександрові виповнилося п'ять років, уперше прийшов до басейну. Першим тренером була Ольга Олексіївна Серебряк.
Багато разів ставав чемпіоном України, найчастіше в синхронних стрибках у воду; 2005 року посів 3-тє місце на юнацькому чемпіонаті Європи в з 10-метрової вишки.
Під керівництво головного тренера збірної команди України зі стрибків у воду Тамари Токмачової перейшов 2006 року.

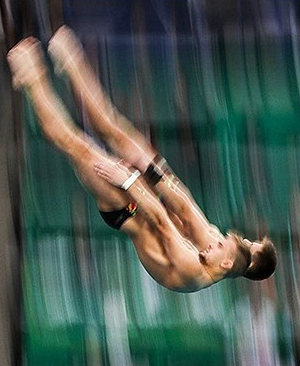
Синхронний стрибок

7 вересня 2017 одружився із партнеркою у синхронних стрибках Анастасією Недобігою.

## Спортивні досягнення
- На Чемпіонаті світу з водних видів спорту 2011 року у парі з Олександром Бондарем здобули бронзову нагороду.
- Брав участь в Олімпійських іграх-2012.
- У червні 2015 року на чемпіонаті Європи зі стрибків у воду в парі із Максимом Долговим здобули бронзові нагороди.
- на Чемпіонаті Європи-2015 в дуеті з Іллею Квашею здобули срібні нагороди у стрибках з 3-метрового трампліна.
- в липні 2015 року на чемпіонаті світу з водних видів спорту (м. Казань, РФ) Юлія Прокопчук і Олександр посіли друге місце, командні змагання зі стрибків у воду (трамплін 3 м і вишка 10 м)[5].
- у червні 2017 року в Києві на чемпіонаті Європи зі стрибків у воду Максим Долгов і Олександр здобули «золото» (синхрон, вишка 10 м); на цих же змаганнях Вікторія Кесарь і Олександр посіли друге місце в командних змаганнях зі стрибків у воду (трамплін 3 м і вишка 10 м)[6].
- 27 серпня 2017 року Олександр Горшковозов та Анастасія Недобіга на Універсіаді в Тайбеї здобули золоті нагороди в командних синхронних стрибках у воду[7].
- У жовтні 2019 року на 7-х Всесвітніх Іграх серед військовослужбовців в Китаї з результатом 387,09 балів в синхронних стрибках з трампліну 3 м разом з Олегом Колодієм виборов срібну нагороду.[8]

### Виступи на Олімпіадах
| Олімпіада   | Дисципліна                      | Результат | Місце |
| Лондон 2012 | Стрибки у воду. Синхронні вишка | 433,32    | 8     |
| Ріо 2016    | Стрибки у воду. Синхронні вишка | 421,98    | 6     |